# Simulium fallisi
Simulium fallisi är en tvåvingeart som först beskrevs av Golini 1975.  Simulium fallisi ingår i släktet Simulium och familjen knott.
Artens utbredningsområde är Norge. Inga underarter finns listade i Catalogue of Life.